# Біржа посилань
Біржа посилань — система для купівлі/продажу посилань на сайти, організована за принципом товарної біржі. Біржі посилань використовуються для просування сайтів оптимізаторами з одного боку, а також заробітку в інтернеті власниками сайтів — з іншого.

## Призначення бірж
Пошуковий індекс був і залишається одним з важливих факторів, що впливають на позицію сайту в пошукових системах. Він визначається кількістю і якістю зовнішніх посилань на сайт. Одним з досить ефективних інструментів для нарощування посилальної маси сайту і є біржі посилань. Оскільки для отримання відчутного ефекту необхідна досить велика кількість зовнішніх посилань (від декількох десятків до декількох тисяч), необхідний інструмент для автоматизації їх розміщення. Біржі посилань є альтернативою ручному обміну посиланнями.
Інструменти аналізу посилань є важливою складовою бірж посилань. Вони допомагають оцінити якість та релевантність зовнішніх посилань, що пропонуються для купівлі або продажу. Ці інструменти надають інформацію про авторитетність сайтів-джерел, тематичну відповідність, а також інші параметри, які можуть вплинути на пошуковий рейтинг.
До найбільш популярних інструментів аналізу посилань належать:
- Ahrefs
- SEMrush
- Moz
- MajesticSEO
- Linkody

Проте продаж і купівля посилань є порушенням правил пошукових систем, що може призвести до пессимізації сайтів у видачі.
Представники пошукових систем попереджають, що ефект від «продажних посилань» може бути короткочасним, і після раптового зростання популярності сайт може потрапити під штрафні санкції. Однак, більшість санкцій застосовується до сайтів, які займаються купівлею або продажем посилань у великих масштабах (тисячі штук).
Велику популярність останнім часом отримали біржі так званих вічних посилань, вибірковість яких відносно учасників біржі багато в чому обумовлює їх живучість. Зростаюча вартість таких посилань стимулює вебмайстрів до створення природних посилальних профілів.